# Za Ródinu (Krasnodar)
Za Ródinu (del ruso: За Родину) es un posiólok del raión de Temriuk del krai de Krasnodar del sur de Rusia. Está situado en la península de Tamán, sobre un estrecho cordón litoral entre el  limán Ajtanizovski y el mar de Azov, 24 km al oeste de Temriuk y 151 km al oeste de Krasnodar, la capital del krai. Tenía 660 habitantes en 2010.
Pertenece al municipio Ajtanízovskoye.